# Angolanische Fußballnationalmannschaft
Die angolanische Fußballnationalmannschaft, auch Palancas Negras (wörtlich Schwarze Antilopen) genannt, ist die Auswahl der Federação Angolana de Futebol. Ihr bisher größter Erfolg war die Teilnahme an der Fußball-Weltmeisterschaft 2006.

## Weltmeisterschaft 2006
Angola qualifizierte sich bei der Weltmeisterschaft 2006 in Deutschland erstmals für eine Fußball-Weltmeisterschaft. Folgende Spiele bestritt die angolanische Mannschaft (Gruppe D):
- am 11. Juni 2006 in Köln gegen Portugal; dazu reisten 150 Fans im Original-Weltmeisterzug von 1954 Vt 08 an;
- am 16. Juni 2006 in Hannover gegen Mexiko und
- am 21. Juni 2006 in Leipzig gegen den Iran.

Für die Dauer seiner Teilnahme am Turnier bezog die Mannschaft Quartier in Celle.

## Turniere

### Weltmeisterschaft
Die angolanische Mannschaft nahm im Vorfeld der WM 1986 erstmals an einer Qualifikation für eine Fußball-Weltmeisterschaft teil und qualifizierte sich 2006 erstmals.
| Jahr | Gastgeberland  | Teilnahme bis …    | Letzte(r) Gegner       | Ergebnis | Trainer                 | Bemerkungen und Besonderheiten |
| ---- | -------------- | ------------------ | ---------------------- | -------- | ----------------------- | --- |
| 1930 | Uruguay        | nicht teilgenommen |                        |          |                         | Kein selbständiger Staat |
| 1934 | Italien        | nicht teilgenommen |                        |          |                         | Kein selbständiger Staat |
| 1938 | Frankreich     | nicht teilgenommen |                        |          |                         | Kein selbständiger Staat |
| 1950 | Brasilien      | nicht teilgenommen |                        |          |                         | Kein selbständiger Staat |
| 1954 | Schweiz        | nicht teilgenommen |                        |          |                         | Kein selbständiger Staat |
| 1958 | Schweden       | nicht teilgenommen |                        |          |                         | Kein selbständiger Staat |
| 1962 | Chile          | nicht teilgenommen |                        |          |                         | Kein selbständiger Staat |
| 1966 | England        | nicht teilgenommen |                        |          |                         | Kein selbständiger Staat |
| 1970 | Mexiko         | nicht teilgenommen |                        |          |                         | Kein selbständiger Staat |
| 1974 | Deutschland    | nicht teilgenommen |                        |          |                         | Kein selbständiger Staat |
| 1978 | Argentinien    | nicht teilgenommen |                        |          |                         | noch kein Verband |
| 1982 | Spanien        | nicht teilgenommen |                        |          |                         | |
| 1986 | Mexiko         | nicht qualifiziert |                        |          |                         | In der Qualifikation im Viertelfinale an Algerien gescheitert. |
| 1990 | Italien        | nicht qualifiziert |                        |          |                         | In der Qualifikation in der 2. Runde an Kamerun gescheitert. |
| 1994 | USA            | nicht qualifiziert |                        |          |                         | In der Qualifikation in der 1. Runde an Simbabwe gescheitert, das sich ebenfalls nicht qualifizierte.                                                                                           |
| 1998 | Frankreich     | nicht qualifiziert |                        |          |                         | In der Qualifikation in der 2. Runde erneut an Kamerun gescheitert. |
| 2002 | Südkorea/Japan | nicht qualifiziert |                        |          |                         | In der Qualifikation in der 2. Runde wieder an Kamerun gescheitert. |
| 2006 | Deutschland    | Vorrunde           | Portugal, Mexiko, Iran | 23.      | Luís Oliveira Gonçalves | Nach einer knappen Niederlage (gegen Portugal) und zwei Remis als Gruppendritter ausgeschieden                                                                                                  |
| 2010 | Südafrika      | nicht qualifiziert |                        |          |                         | In der Qualifikation in der 2. Runde am Benin gescheitert, das sich ebenfalls nicht qualifizierte.                                                                                              |
| 2014 | Brasilien      | nicht qualifiziert |                        |          |                         | In der Qualifikation setzte sich Angola nicht gegen den Senegal, Uganda und Liberia durch und hatte bereits nach dem 1:2 am 15. Juni 2013 gegen Uganda keine Chance mehr sich zu qualifizieren. |
| 2018 | Russland       | nicht qualifiziert |                        |          |                         | In der zweiten Qualifikations-Runde an Südafrika gescheitert. |
| 2022 | Katar          | nicht qualifiziert |                        |          |                         | In der ersten Qualifikations-Runde setzte sich Angola gegen Gambia durch. In der zweiten Runde scheiterte man an Ägypten, Gabun und Libyen.                                                     |

### Afrikameisterschaft
| 1957 bis 1980                      | nicht teilgenommen, da kein CAF-Mitglied |
| 1982 in Libyen                     | nicht qualifiziert                       |
| 1984 in der Elfenbeinküste         | nicht qualifiziert                       |
| 1986 in Ägypten                    | nicht teilgenommen                       |
| 1988 in Marokko                    | nicht qualifiziert                       |
| 1990 in Algerien                   | nicht qualifiziert                       |
| 1992 in Senegal                    | nicht qualifiziert                       |
| 1994 in Tunesien                   | nicht teilgenommen                       |
| 1996 in Südafrika                  | Vorrunde                                 |
| 1998 in Burkina Faso               | Vorrunde                                 |
| 2000 in Ghana/Nigeria              | nicht qualifiziert                       |
| 2002 in Mali                       | nicht qualifiziert                       |
| 2004 in Tunesien                   | nicht qualifiziert                       |
| 2006 in Ägypten                    | Vorrunde                                 |
| 2008 in Ghana                      | Viertelfinale                            |
| 2010 in Angola                     | Viertelfinale                            |
| 2012 in Gabun und Äquatorialguinea | Vorrunde                                 |
| 2013 in Südafrika                  | Vorrunde                                 |
| 2015 in Äquatorialguinea           | nicht qualifiziert                       |
| 2017 in Gabun                      | nicht qualifiziert                       |
| 2019 in Ägypten                    | Vorrunde                                 |
| 2022 in Kamerun                    | nicht qualifiziert                       |
| 2024 in der Elfenbeinküste         | Viertelfinale                            |
| 2025 in Marokko                    | qualifiziert                             |

### Afrikanische Nationenmeisterschaft
- 2009: nicht qualifiziert
- 2011: 2. Platz
- 2014: nicht qualifiziert
- 2016: Vorrunde
- 2018: Viertelfinale
- 2021: nicht qualifiziert
- 2023: Vorrunde

### Südafrikameisterschaft
| 1997 | nicht teilgenommen                           |
| 1998 | Dritter                                      |
| 1999 | Südafrikameister                             |
| 2000 | Halbfinale                                   |
| 2001 | Südafrikameister                             |
| 2002 | Viertelfinale                                |
| 2003 | nicht qualifiziert                           |
| 2004 | Südafrikameister                             |
| 2005 | Halbfinale                                   |
| 2006 | Zweiter                                      |
| 2007 | nicht qualifiziert                           |
| 2008 | Viertelfinale                                |
| 2009 | Viertelfinale                                |
| 2013 | Sechster                                     |
| 2016 | Vorrunde                                     |
| 2017 | Vorrunde                                     |
| 2018 | Vorrunde                                     |
| 2019 | zurückgezogen                                |
| 2020 | Turnier wegen der COVID-19-Pandemie abgesagt |
| 2021 | nicht teilgenommen                           |

## Bemerkenswerte Spiele

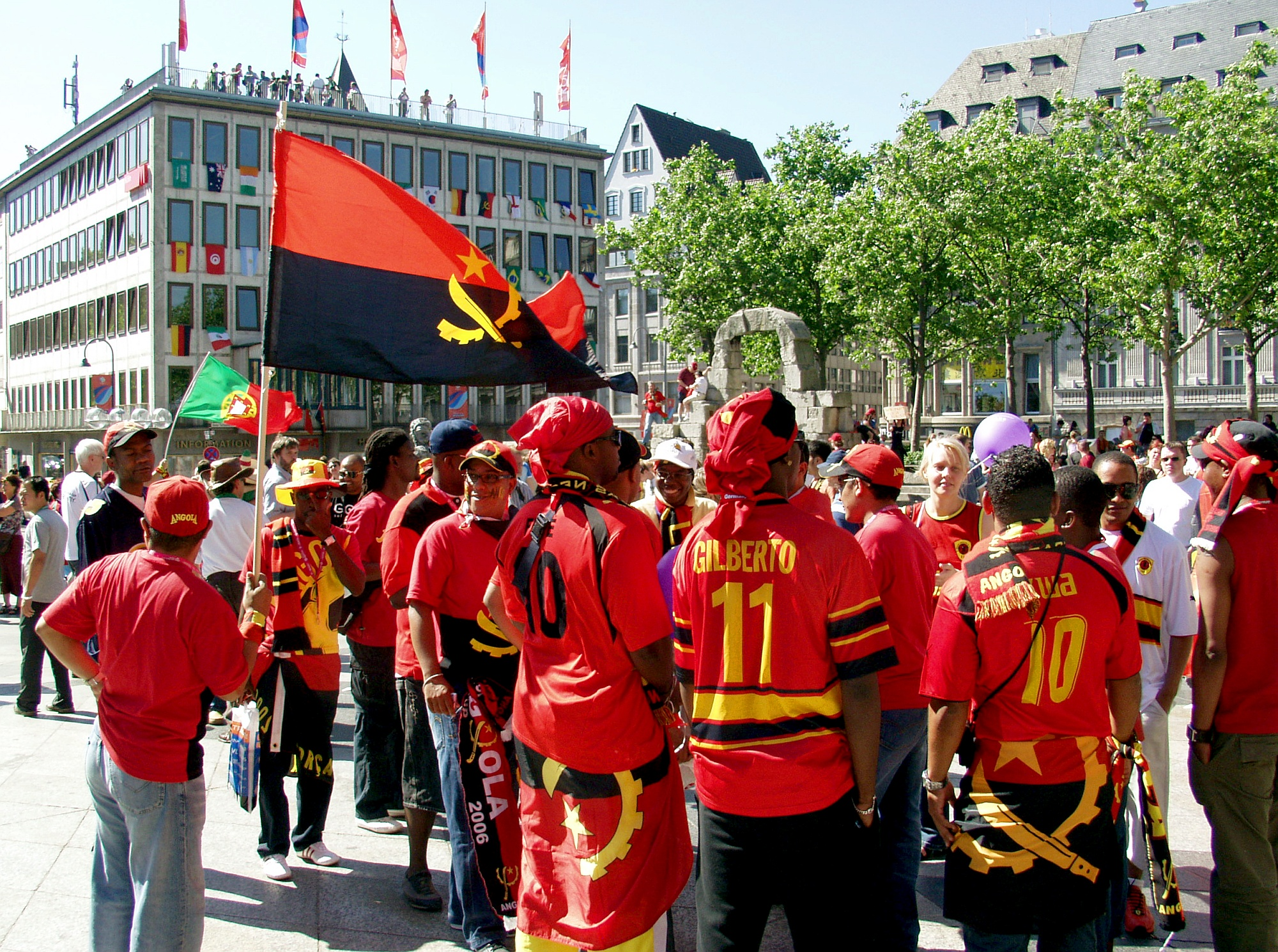
Angola-Fans in Köln (WM 2006)

Bisher kam es zu drei Partien gegen Portugal, der ehemaligen Kolonialmacht. Diese wartete sowohl mit vielen Gegentoren als auch mit unrühmlichen Höhepunkten auf.
Ging das Spiel am 23. Februar 1989 zum 75-jährigen portugiesischen Verbandsjubiläum in Lissabon mit 0:6 aus, die bisher höchste angolanische Niederlage, so erwies sich das zweite Aufeinandertreffen 2001 als noch peinlicher. Das Spiel dauerte nur 70 Minuten und endete mit 1:5. Vier angolanische Spieler erhielten eine rote Karte (Asha, Wilson, Franklim und Neto) die portugiesische Mannschaft eine gelbe (Pauleta). Dazu kam das verletzungsbedingte Ausscheiden des Angolaners Helder Vincente. Ohne die Möglichkeit einer weiteren Einwechslung verließen die restlichen sieben schwarzen Antilopen das Spielfeld, wodurch es zu einem Spielabbruch kam.
Das Spiel am 11. Juni 2006 bei der Fußball-Weltmeisterschaft in Deutschland endete im Kölner Stadion 0:1 für Portugal. Dabei attestierten die meisten Sportreporter den Angolanern dennoch ein recht gutes Spiel, während die Leistung des heimlichen Favoriten Portugal überwiegend kritisiert wurde. In dem Spiel machte der damalige portugiesische Rekordtorschütze Pauleta sein 47. und letztes Tor für Portugal, ein Rekord den sein damaliger Mannschaftskollege Cristiano Ronaldo erst 2014 überbot.

## Kader
Stand: 13. März 2024
| Nr. |  | Position | Name              |
| --- |  | -------- | ----------------- |
|     |  | TW       | Landú             |
|     |  | TW       | Neblú             |
|     |  | TW       | Antonio Dominique |
|     |  | AB       | Jonathan Buatu    |
|     |  | AB       | Tó                |
|     |  | AB       | Eddie Afonso      |
|     |  | AB       | Kialonda Gaspar   |
|     |  | AB       | Núrio Fortuna     |
|     |  | AB       | Jonás Ramalho     |
|     |  | AB       | David Carmo       |
|     |  | AB       | Jordy Gaspar      |
|     |  | MF       | Show              |
|     |  | MF       | Estrela           |

| Nr. |  | Position | Name             |
| --- |  | -------- | ---------------- |
|     |  | MF       | Megue            |
|     |  | MF       | Maestro          |
|     |  | MF       | Domingos Andrade |
|     |  | MF       | Marcos Silva     |
|     |  | ST       | Mabululu         |
|     |  | ST       | Gilberto         |
|     |  | ST       | Felício Milson   |
|     |  | ST       | Chico Banza      |
|     |  | ST       | Jérémie Bela     |
|     |  | ST       | Depú             |
|     |  | ST       | Valter Monteiro  |
|     |  | ST       | Elliot Simões    |
|     |  | ST       | Miro             |

## Rekordspieler
Stand: 18. November 2024
Fett markierte Spieler sind noch aktiv.
| #   | Name                    | Zeitraum  | Spiele | Tore |
| --- | ----------------------- | --------- | ------ | ---- |
| 1.  | Flávio                  | 2000–2012 | 91     | 34   |
| 2.  | Gilberto                | 1999–2015 | 89     | 10   |
| 3.  | Love                    | 2001–2016 | 79     | 11   |
| 4.  | Akwá                    | 1995–2006 | 78     | 39   |
| 5.  | Yamba Asha              | 2000–2009 | 77     | 1    |
| 6.  | Kali                    | 2003–2011 | 73     | 0    |
| 7.  | André Macanga           | 1999–2012 | 70     | 2    |
| 7.  | Mateus                  | 2006–     | 70     | 14   |
| 9.  | Job                     | 2007–2018 | 64     | 7    |
| 10. | António Neto            | 1992–2001 | 59     | 1    |
|     | Alfredo Kulembe Ribeiro | 2014–     | 59     | 2    |

### Rekordtorschützen
Stand: 18. November 2024
Fett markierte Spieler sind noch aktiv.
| #   | Name      | Zeitraum  | Tore | Spiele |
| --- | --------- | --------- | ---- | ------ |
| 1.  | Akwá      | 1995–2006 | 39   | 78     |
| 2.  | Flávio    | 2000–2012 | 34   | 91     |
| 3.  | Manucho   | 2006–2017 | 22   | 53     |
| 4.  | Gelson    | 2015–     | 19   | 47     |
| 4.  | Paulão    | 1993–2001 | 19   | 52     |
| 6.  | Jesus     | 1979–1990 | 18   | 48     |
| 7.  | Mateus    | 2006–     | 14   | 70     |
| 8.  | Mabululu  | 2013–     | 12   | 36     |
| 9.  | Love      | 2001–2016 | 11   | 79     |
| 10. | Gilberto  | 1999–2015 | 10   | 89     |
| 11. | Ndunguidi | 1978–1991 | 9    | 44     |
| 11. | Quinzinho | 1994–2001 | 9    | 40     |

## Trainer
- Carlos Alhinho (2001–2002)
- Luís de Oliveira Gonçalves (2002–2009)
- Manuel José (2009–2010)
- Hervé Renard (2010)
- Zeca Amaral (2010–2011)
- Lito Vidigal (2011–2012)
- Romeu Filemon (2012–2013)
- Gustavo Ferrín (2013)
- Romeu Filemon (2014–2015)
- André Macanga (2016–2017)
- Beto Bianchi (2017)
- Srdjan Vasiljevic (2017–2019)
- Pedro Gonçalves (seit 2019)